# Mielno (gmina)
Mielno – gmina miejsko-wiejska w północno-zachodniej Polsce, w północnej części województwa zachodniopomorskiego, w powiecie koszalińskim, położona na Wybrzeżu Słowińskim, nad Morzem Bałtyckim. Siedzibą gminy jest miasto Mielno.
15 stycznia 1976 do gminy Mielno włączono sołectwo Gąski ze zniesionej gminy Dobrzyca oraz sołectwo Łazy z gminy Sianów. 1 stycznia 2023 Łazy włączono z powrotem do gminy Sianów.
Według danych z 31 grudnia 2016 r. gmina miała 4975 mieszkańców.
Miejsce w województwie (na 114 gmin):

powierzchnia 103., ludność 81.

## Położenie
Gmina Mielno znajduje się w północnej części województwa zachodniopomorskiego, w północnej części powiatu koszalińskiego, położona na Wybrzeżu Słowińskim, nad Morzem Bałtyckim.
Według danych z 1 stycznia 2009 powierzchnia gminy wynosi 62,13 km². Gmina stanowi 3,8% powierzchni powiatu.
Sąsiednie gminy:
- Będzino i Sianów (powiat koszaliński)
- Koszalin (miasto na prawach powiatu)

Do 31 grudnia 1998 r. gmina wchodziła w skład województwa koszalińskiego. W latach 1950–1975 także w woj. koszalińskim. W latach 1946–1950 w woj. szczecińskim.

## Przyroda i turystyka
Gmina leży na Wybrzeżu Słowińskim i Równinie Białogardzkiej w wąskim, 3-kilometrowym pasie nad Morzem Bałtyckim. Na obszarze gminy znajduje się też przybrzeżne jezioro Jamno, do którego wpływa rzeka Dzierżęcinka przepływająca przez Koszalin. Większość miejscowości utrzymuje się głównie z turystyki.

## Miejscowości
Na obszarze gminy Mielno znajduje się 10 miejscowości.
MiastoMielno
WsieChłopy, Gąski, Mielenko, Sarbinowo
OsadyKomorniki, Niegoszcz, Paprotno, Pękalin, Radzichowo
Dawne miejscowościCzajcze

## Administracja i samorząd
W 2016 r. wykonane wydatki budżetu gminy Mielno wynosiły 39,9 mln zł, a dochody budżetu 46,7 mln zł. Zobowiązania samorządu (dług publiczny) według stanu na koniec 2016 r. wynosiły 21,2 mln zł, co stanowiło 45,4% poziomu dochodów.
Gmina Mielno utworzyła 9 jednostek pomocniczych, będących sołectwami. Z czego 2 sołectwa obejmują teren miasta Mielno.
SołectwaChłopy, Gąski, Gąski-„Osiedle”, Mielno, Mielenko, Niegoszcz, Sarbinowo, Unieście
| Nr okręgu | Miejscowości | Liczba radnych |
| --------- | --- | -------------- |
| 1         | Mielno | 1              |
| 2         | Mielno | 1              |
| 3         | Mielno | 1              |
| 4         | Mielno | 1              |
| 5         | Mielno | 1              |
| 6         | Mielno | 1              |
| 7         | Mielno | 1              |
| 8         | Mielno | 1              |
| 9         | Mielno | 1              |
| 10        | Mielno, Sołectwo Łazy | 1              |
| 11        | Sołectwo Chłopy | 1              |
| 12        | Sołectwo Gąski, Sołectwo Gąski-„Osiedle”                                                                                 | 1              |
| 13        | Sołectwo Mielenko (z miejscowościami Komorniki, Mielenko), Sołectwo Niegoszcz (z miejscowościami: Niegoszcz, Radzichowo) | 1              |
| 14        | Sołectwo Sarbinowo (z miejscowościami Pękalin, Sarbinowo)                                                                | 1              |
| 15        | Sołectwo Sarbinowo (Sarbinowo)                                                                                           | 1              |
| Razem (Σ) | Razem (Σ) | 15             |

Mieszkańcy wybierają radnych do Sejmiku Województwa Zachodniopomorskiego w okręgu nr 4. Posłów na Sejm z okręgu wyborczego nr 40, a senatora z okręgu nr 100. Posłów do Parlamentu Europejskiego z okręgu nr 13.
Gmina Mielno wchodzi w obszar właściwości Sądu Rejonowego w Koszalinie oraz Sądu Okręgowego w Koszalinie.

## Demografia

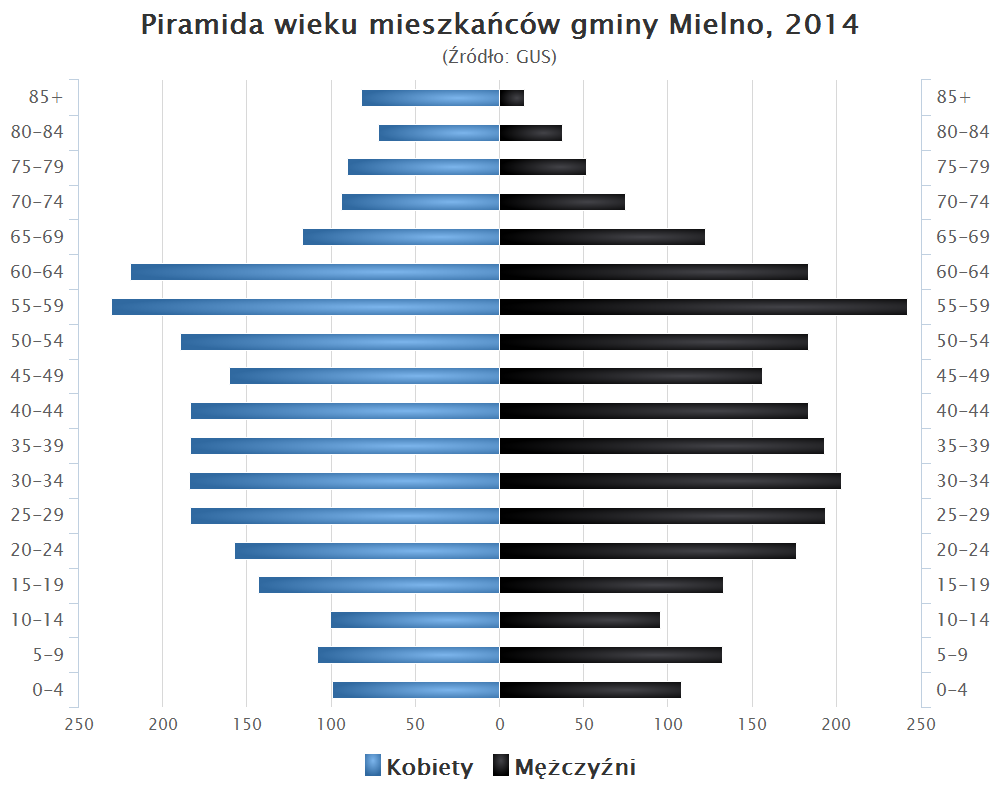
Piramida wieku mieszkańców gminy Mielno w 2014 roku

Gminę zamieszkuje 7,8% ludności powiatu.

## Transport
Przez gminę prowadzi droga wojewódzka nr 165 łącząca Mielno z Mścicami (5 km, skrzyżowanie z drogą krajową nr 11). Odległość z Mielna do siedziby powiatu, Koszalina wynosi 12 km.
Mielno (stacja „Mielno Koszalińskie”) uzyskało połączenie kolejowe w 1905 r. po doprowadzeniu linii ze wsi Mścice (na linii Kołobrzeg – Koszalin). W 1913 r. linię zelektryfikowano i wydłużono do Unieścia. W 1945 r. odcinek Mielno Kosz. – Unieście został rozebrany, później zlikwidowano trakcję elektryczną. W 1989 r. linię ponownie zelektryfikowano. W 1994 r. linia Mścice – Mielno Koszalińskie została zamknięta. Otwarta z powrotem w lipcu 2008.
W gminie czynne są 2 placówki Poczty Polskiej (Mielno, Sarbinowo).

## Zabytki
Grodziska słowiańskie. Pierwsze znajduje się na wilgotnej łące pod lasem, idąc drogą polną od ul. Kościelnej. Jest to stożek ziemny otoczony fosą. Drugie istnieje na łące, nieco dalej w kierunku zachodnim, w stronę Mielenka. Według badań archeologicznych, pochodzą z IX lub X wieku, zamieszkane były przez pomorską ludność słowiańską.
Kościół gotycki z XV wieku. Znajduje się przy ul. Kościelnej 11. stoi na niewielkim wzniesieniu wokół którego są ślady fos. Niegdyś prawdopodobnie, poza funkcją sakralną miał również znaczenie obronne, a jeszcze wcześniej samo wzgórze było przypuszczalnie pogańskim miejscem kultowym. Wskazują na to znalezione w pobliżu kościoła urny z popiołami. Kościół pochodzi z XV wieku, wieża z XVI, przebudowany był kilkakrotnie, ostatnio w 1856 roku. Wystrój kościoła to barokowa ambona z XVIII wieku z rzeźbami 4 Ewangelistów i dwa dzwony kościelne z napisami majuskułą. Na jednym z nich jest napis: „O Rex GloriaeVeni Cum Pace”.
Kościół w Sarbinowie. Jest to neogotycki kościół parafialny pw. Wniebowzięcia Najświętszej Maryi Panny zbudowany w 1656 roku, z wysoką wieżą zbudowaną na planie ośmiokąta, nie przy szczycie kościoła, lecz z jego boku.
Rzeźba jelenia, która jest jakoby symbolem Mielna znajduje się przed budynkiem Urzędu Gminy przy ul. Chrobrego 10. Najpierw znajdowała się na placu przed muszlą koncertową, następnie została przeniesiona na ul. Parkową by 10 maja 1999 stanąć w obecnym miejscu. Ufundowana została w okresie międzywojennym, przez jednego z ziemian, na pamiątkę udanego polowania. Przedstawia metalową figurę jelenia naturalnej wielkości, umieszczonej na niskim, betonowym postumencie. W 1995 została zdewastowana co już stało się corocznym obyczajem.
Przy ul. Piastów 10 (dojście od ul. Cichej) na niewysokim cokole znajduje się pomnik Syreny z tarczą i mieczem, wykonany z metalizowanego betonu.
Nieco ponad 500 metrów na zachód od ul. 1 Maja, przy leśnej drodze prowadzącej do Mielenka i Chłopów, w latach 1940–1941 zbudowano dwa betonowe bunkry. Nie jest ściśle ustalone, jakie miały przeznaczenie. Najczęściej mówi się, że była to prochownia-skład amunicji i materiałów wybuchowych, lub też było to stanowisko obserwacyjne jednostki wojskowej w Unieściu.
Na granicy Mielna i Unieście w odległości 150 metrów od brzegu, znajduje się w morzu spory, pionowy walec stalowy dobrze widoczny z lądu. Wewnątrz walca zainstalowany był pływak, który przekazywał wahania poziomu morza do stacji mareograficznej Państwowego Instytutu Hydrologiczno-Meteorologicznego, usytuowanej niedaleko na wydmie. Tam specjalne urządzenie zegarowe w sposób ciągły notowało wskazania pływaka. Obecnie urządzenia te są nieczynne, a stacja PIHM nie istnieje.
Akt erekcyjny, upamiętniający 25 rocznicę PRL. Znajduje się w pobliżu skrzyżowania ulic: Chrobrego i Kościuszki, w centrum Mielna. Stanowi kompozycję trzech głazów. Na jednym z nich umieszczona jest tablica z tekstem aktu erekcyjnego, odnalezionego podczas prac przy budowie ulicy Kościuszki, pod obeliskiem upamiętniającym Jubileusz wyzwolenia i powrotu z ziem zachodnich do Macierzy.

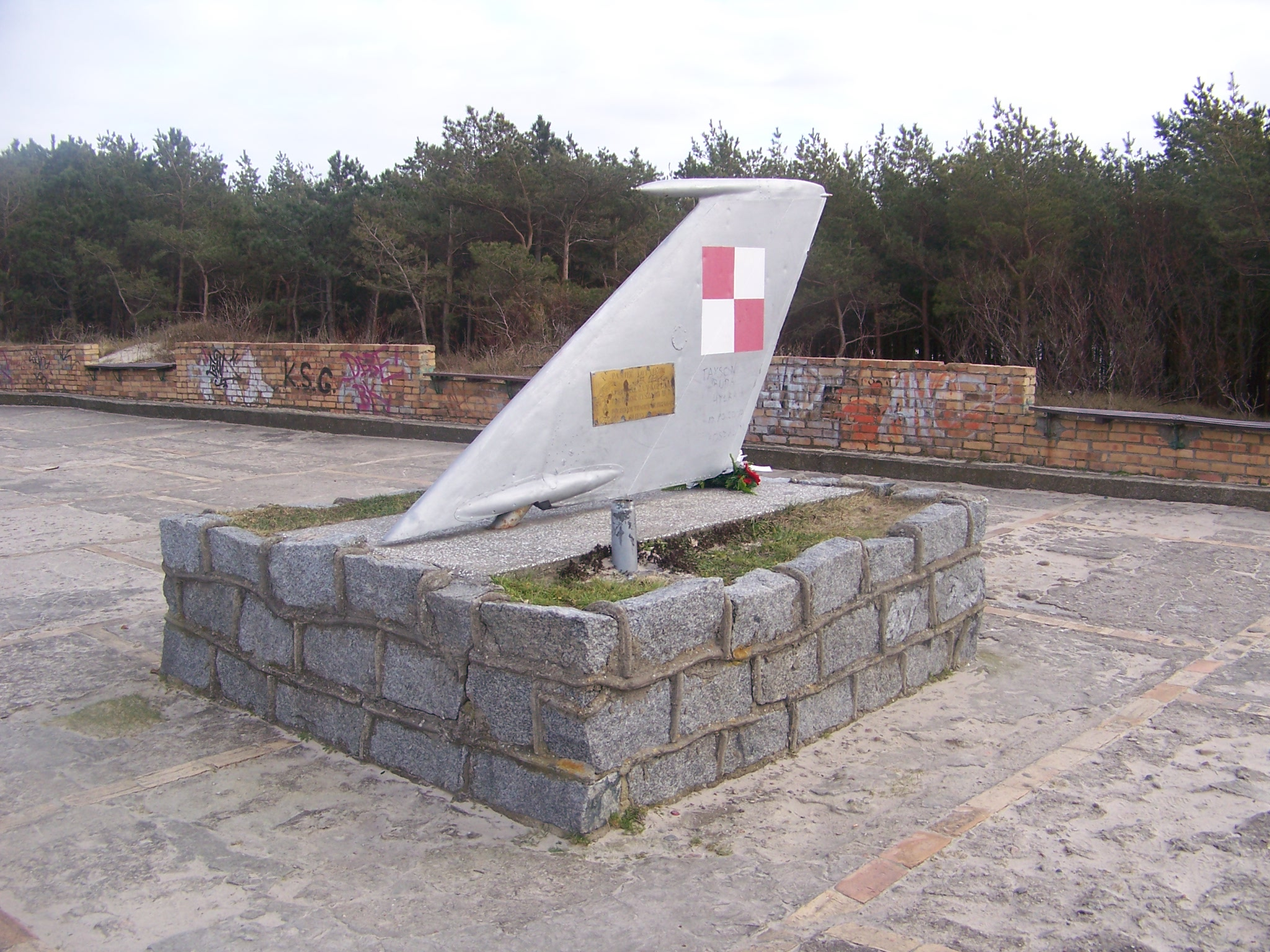
Pomnik ofiar katastrofy lotniczej z roku 1987

Zabytkowa willa. Mieści się przy ul. 1 Maja 13. Jest to uroczy budynek z XIX wieku, wykonany w drewnie. Posiada okrągłą wieżyczkę o czterech kondygnacjach, liczne galeryjki, ozdobny dach i prezentuje się bardzo dekoracyjnie. Wykonana znakomicie przez doskonałych rzemieślników, była letnią rezydencją zamożnego mieszczaństwa z Koszalina. Po wojnie była pensjonatem FWP. Obecnie jest własnością prywatną, w remoncie.
Pomnik lotników, znajduje się na nadmorskiej promenadzie, nieco na lewo, od końcówki ul. Słonecznej. Na podmurówce, wykonanej z kostki granitowej znajduje się pionowy element usterzenia samolotu z duraluminium. Na jego obu stronach są biało-czerwone szachownice, a ponadto na stronie zachodniej-mosiężna tablica z oznaką pilota i napisem: „Pamięć Lotnikom. Kpt. pil. inż. Jan Kozyra, por. pil. inż. Ryszard Duro, poległym tragicznie 1987 09 07. Koledzy z J.W. 5069.” Pomnik wzniesiony został w pobliżu miejsca gdzie wydarzyła się katastrofa samolotu wojskowego. Odsłonięcie pomnika nastąpiło wiosną 1988 roku.
Latarnia morska w Gąskach. Druga pod względem wysokości w Polsce, licząca 50,2 m wysokości. Jej budowę ukończono na przełomie 1877/1878 roku. Latarnia morska jest udostępniona do zwiedzania. Światło latarni morskiej w Gąskach jest widoczne – przy dobrej pogodzie – z odległości 19,5 mili morskiej, to jest około 36 km.